# Henri, le chat noir
Pour les articles homonymes, voir Henri et Chat noir.

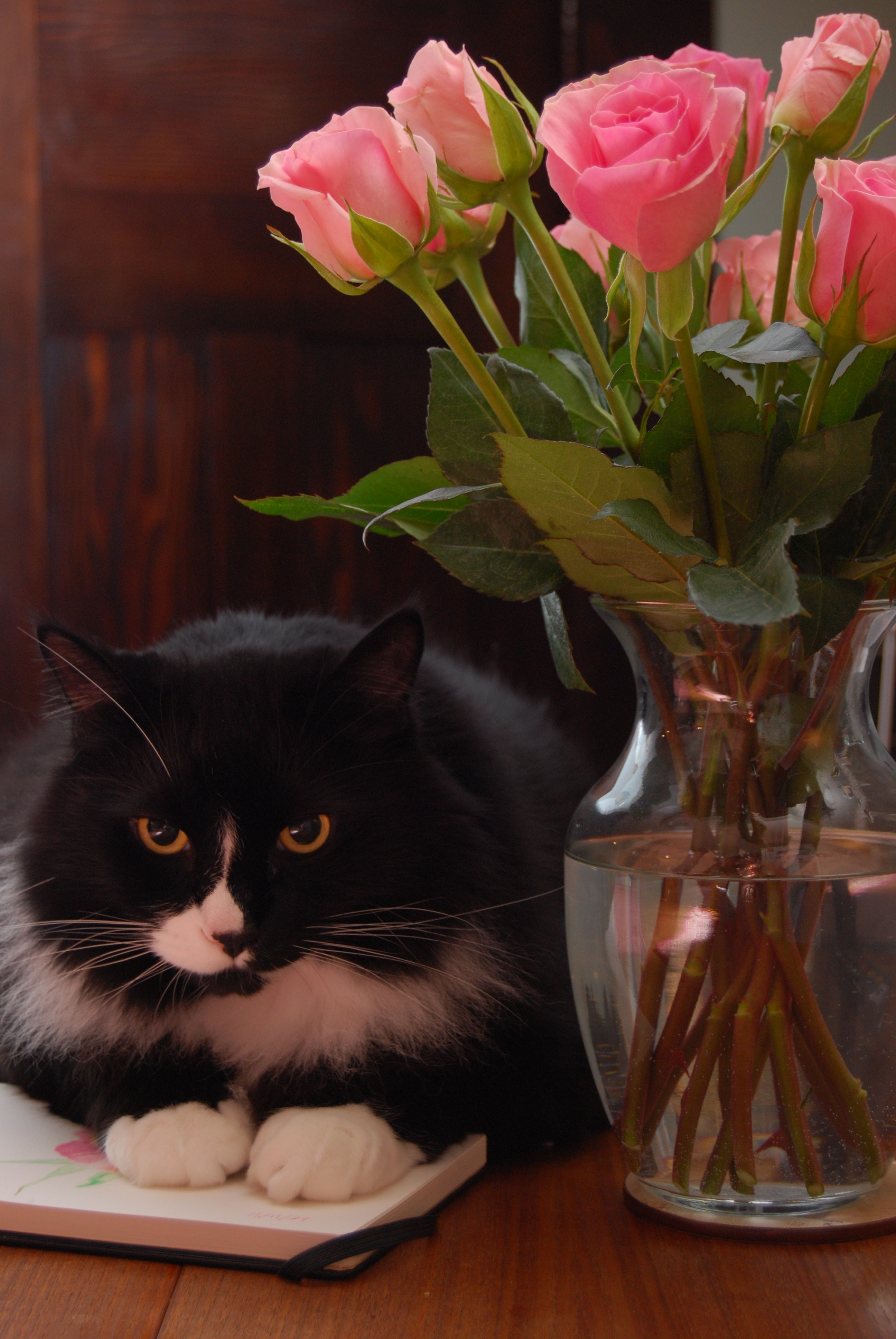
Chat noir et blanc tuxedo à poils longs ressemblant à Henri.

Henri, le Chat Noir est une websérie de courts métrages des méditations existentielles d'un chat bicolore (un tuxedo noir et blanc) qui s'appelle Henri. La série a été créée par William Braden.

## La production
Le premier court métrage Henri était un projet de film réalisé par William Braden quand il étudiait à l'Institut de Film de Seattle. Braden s'était inspiré de la perception américaine du cinéma français comme « très prétentieux et égocentrique ». [...] Aussi, existe-t-il une créature plus narcissique ou plus bichonnée qu'un chat domestique ?
Braden a écrit les scripts. Sa mère, qui parle le français couramment, l'a aidé avec la prononciation et l'emploi correct du français. Le résultat, où les mots  français sont mélangés à de l'anglais et sont souvent écorchés, pas toujours compréhensibles, ajoute au comique du ton laconique (voire, dépressif) de la voix. Henri a été tourné, édité, narré et écrit en onze jours.

## Les courts métrages
Tous les épisodes sont en noir et blanc.

### Henri(2007)
Henri est sorti le 27 mai 2007. Henri a été écrit et réalisé par Will Braden et produit par l'Institut du film de Seattle.

### Henri 2, Paw De Deux(2012)
Le deuxième court métrage Henri 2, Paw de Deux (jeu de mots avec le pas de deux) est sorti sur YouTube le 6 avril 2012 Henri 2, Paw de Deux a gagné le « prix du meilleur minou » pour « la meilleure vidéo de chat sur internet » au Internet Cat Video Film Festival,,.

### Henri - « On Cat Food Boredom »(2013)
La marque Friskies a impulsé une série de 4 sous-épisodes sur le thème du désintérêt de la nourriture pour chat pour Henri.

### Henri - «Bacon»(2015)
Sponsorisé par la marque Friskies.

## Réception
Le critique de cinéma Roger Ebert estime que Henri 2, Paw De Deux est « la meilleure vidéo de chat jamais faite ». La rédactrice de la science de Boing Boing Maggie Koerth-Baker dit aussi que Henri 2, Paw De Deux est « la meilleure vidéo de chat sur internet ». The Atlantic évoque un film « un peu essayiste, un peu impertinent, mais sûrement centré sur le chat... c'est parfait, ou, euh, purrfect ».
The Huffington Post, à propos de Henri 3, Le Vet, met en avant que Henri est « presque une version féline de Serge Gainsbourg, sauf les chansons, l'alcoolisme et le scandale public. Ou peut-être ne lui ressemble-t-il pas du tout. Peut-être Henri est, comme ce qu'il a dit de manière éloquente dans son dernier film, son “chat particulier”. »